# Російська імператорська гвардія
Російська імператорська гвардія, або Лейбгвардія (рос. Росси́йская импера́торская гвардия від італ. guardia — сторожа, охорона) — добірна превілейована частина збройних сил Російської імперії.
Гвардійські формування в силу свого привілейованого статусу й близькості до імператора відігравали вирішальну роль в палацових переворотах XVIII століття; основною силою перевороту, який привів до влади Елисавету, була гренадерська чота Лейбгвардії Преображенського полку, Катерину II — Ізмайловський і Семеновський лейбгвардії полк, а більшість учасників заколоту, який закінчився вбивством Павла I, були гвардійськими офіцерами або нижніми чинами (зокрема, в заколоті брали участь командири Семеновського, Кавалергардського і Преображенського полків).
Від 1800 року в гвардії затвердилася система шефів полків (почесних командирів). Шефами ряду гвардійських полків були призначені імператор, імператриця й великі князі. Так, імператор був шефом полків Преображенського, Егерського, Павловського, 1-й стрілецький Його Величності лейбгвардії полк і 4-го стрілецького, Кірасирського Його Величності й Кінногвардійського полків, імператриця — шефом кавалергардів і Кірасирського Її Величності полку і так далі. Шефи полків отримували привілеї носити мундир «підпорядкованого» їм полку, при цьому виготовлялись спеціальні мундири для імператриць, князівень.
Зі збільшенням кількості формувань в гвардії від 1813 року вона розділилась на «стару» і «молоду».
Гвардія була окремим формуванням і відповідна мала привілейоване положення в порівнянні з армійськими частинами Російської імператорської армії, флотом і так далі, за можливістю вислуги: на 1883 рік армійському офіцеру потребувалось 30 років, щоб дослужитися до чину полковника (що було не реально), гвардійському — від 15 до 18 років, в той же час в трьох найбільш привілейованих гвардіських полках — 10 років.
До кінця XIX століття гвардійське офіцерство складалося в основному з спадкових дворян: в гвардійській кавалерії 96,3 %, в гвардійській піхоті 90,5 %. В той же час в армійській піхоті дворянами було лише 39,6 % офіцерів. Суворо контролювались шлюби гвардійських офіцерів: шлюб з донькою купця, банкіра, біржовика, нехай і з багатотисячним приданим, мала наслідком виключення з гвардійського полку.
На початку Першої світової війни Російська імператорська гвардія була зведена в чотири гвардійські піхотні дивізії, дві гвардійські кавалерійські дивізії й ряд окремих гвардійських частин і підрозділів рівня полк — батальйон (дивізіон) — чота, і командував нею генерал-ад'ютант, головнокомандувач військами гвардії й Петроградського військового округу, Генерал від кавалерії Великий князь Миколай Миколайович.

## За Петра І
Попередником російської гвардії стали потішні війська Петра I, які навчалися «іноземному строю». Першим російським гвардійцем вважається Сергій Леонтійович Бухвостов, який першим записався до потішних в 1683 році.
Від 1692 року потішні були зведені в 3-й Московський виборний полк під командою А. М. Головіна (вже з розділенням на два полки: Преображенський і Семенівський). В 1700 році обидва ці полки стали називатися Лейбгвардійськими.
У 1700 році в битві під Нарвою два гвардійські полки протягом трьох годин, не дивлячись на загальну паніку й хаос і поранення або сдачу в полон всіх штаб-офіцерів, з безпрецедентною мужністю й стійкістю стримували натиск шведів (що врятувало відступаючу російську армію від повного знищення), за що обер-офіцери цих полків були нагороджені нагрудним офіцерським знаком з написом: «1700, листопада 19» і пальмовими гілками (в шведській армії ці гілки розміщувались тільки на знаках штаб-офіцерів). На знак того, що гвардійці бились «по коліна в крові», Петро I наказав замінити їх панчохи з зелених на червоні.
На початковому етапі Північної війни гвардійські полки використовувалися, як основна ударна сила російської армії: під час облоги Нотебурга (1702), Ніеншанця (1703), Нарви (1704), в битвах під Добрим і Лісною (1708). В 1701—1706 роках російськими гвардійськими полками командував І. І. Чамберс, від 1706 року — князь М. М. Голіцин.
Указом Петра I від 20 серпня 1706 року чинам гвардії надавалася старшість на один щабель вище армійських; за Табелем про ранги (1722 року) ця різниця була збільшена до 2 щаблів.
Петро I використовував гвардійські полки, як особисту охорону, називаючи їх «зберігаючими царськии», а також постійно відряджав гвардійських офіцерів для проведення слідства на рахунок зловживань, контролю судочинства й за дотриманням військових контрактів.
Так, за царевичем Олексієм за кордом був відправлений капітан Преображенського полку, а в 1721 році імператор відрядив навіть солдата Семенівського полку в Київську й Орловську губернії «для спонукання губернаторів, віце-губернаторів, воєвод, камергерів, комісарів й інших правителів до зборів усіляких грошових зборів за 1719, 1720, 1721 і 1722 рока».

### Комплектування гвардії

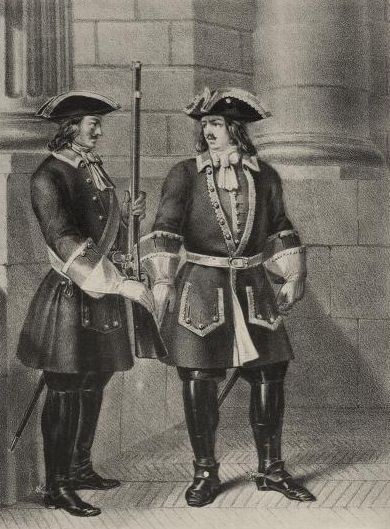
Рядовий і офіцер Лейбрегімента, від 1727 до 1730 год.

За царювання Петра I гвардія поповнювалася переважно дворянами; тільки після значних втрат у битвах почали допускати в ній переведення з армії й прийняття на службу рекрутів.
Кожний дворянин, який поступав на військову службу, перш ніж стати офіцером армії, повинен був поступити рядовим до одного з гвардійських полків і прослужити в цьому нижньому чині до тих пір, поки государ не затвердит балотування його в офіцери, на чому ґрунтувалося в той час возведення в чинах.
Для підготовки офіцерів в армійські кавалерійські полки в 1721 році сформовано Кроншлотський драгунський полк, якому було наказано складатись з одних дворян і називатися Лейбрегіментом. Полк цей, хоча і слугував підґрунтям для лейбгвардійського кінного, але за Петра не мав тих прав і переваг, якими користувалися полки гвардії.
За Петра I дворяни були зобов'язані перед отриманням офіцерського чину відслужити в гвардії рядовим. З часом багато дворян починають в масовому порядку уникати цього, записуючись на фіктивні рядові посади ще в дитинстві. В деяких випадках дворянина «записували» рядовим до гвардії навіть до його народження, коли ще не було відомо, народиться хлопчик чи дівчинка. Ще в 1744 році Елисавета вказала росписати дворянських недолітків, які мають маєтки, за гвардійськими полками з 12 років, дозволивши їм за малим віком три роки залишатися з батьками за умови навчанню вдома наукам і строю. Мемуарист граф О. Ф. Ланжерон писав, що вельможі або особи, які користуються протекцією, ніде майже не служили в обер-офіцерських чинах: вже в день народження їх записували сержантами до гвардії; в 15—16 років вони офіцери, а живуть вдома; якщо ж знаходяться в Петербурзі, то ледве займаються службою; нарешті, «дослужившись» до капітанів, виходят у відставку бригадирами або в армію полковниками. Гвардійські полки мали від 3 до 4 тисяч надкомплектних сержантів, які наколи не служили.
Важливим кроком стає Жалувана грамота дворянству 1785 року, яка остаточно закріпила виключне положення дворянського стану.

## За Катерини І
За імператриці Катерині I була заснована кавалергардія, і, крім того, до складу гвардії зараховано Лейбгвардії Московський батальйон, який знаходився в Москві й складався з нездатних до служби чинів гвардійських полків.

## За Ганни Іоанівни
За імператриці Ганні Іоанівні Лейбрегімент перейменовано на Лейбгвардії Кінний полк, й сформовано новий гвардійський піхотний полк, названий Ізмайловським.
Особливий гвардійський загін брав участь в поході протів турок 1735—39 років.

## За Єлизавети
Імператриця Єлизавета Петрівна прийняла сама чин полковника всіх гвардійських полків, а гренадерську роту преображенців, які сприяли її сходженню на престол, відрахувала з полку й сформувала особливу роту, назвав її Лейбкомпанією.

## За Петра III
За імператора Петра III Лейбкомпанія була розформована.

## За Катерини II
За імператриці Катерині II розпущено Лейбгвардії Московський батальйон, на заміну котрому створена інвалідна команда в Муромі, названа Лейбгвардії Муромською інвалідною командою (1764).
Гвардія брала діяльну участь в російсько-шведській війні.

## За Павла I
Імператор Павло I посилив гвардійські полки, включивши до їх складу частини військ, які знаходилися при ньому в Гатчині (Гатчинські війська) до його сходження на престол; сформовані були також Лейбгвардії артилерійський батальйон, Лейбгвардії Єгерський батальйон і полки: Лейбгвардії Гусарський (1796) й Лейбгвардії Козацький (1798), а з нездатних до польової служби гвардійських нижніх чинів створено Лейбгвардії Гарнізонний батальйон. Також було скасовано перевагу гвардійських чинів над армійськими.
Імператор Павло І намагається «навести лад» в гвардії й у війську, звільнивши офіцерів, які були зараховані до штабу лише номінально, але роками не з'являлися в частинах. Цей крок (як і багато інших, наприклад введення тілесних покарань для дворян) серйозно утиснув інтереси дворянства, і сприяв поваленню Павла І. До кінця XVIII століття рядові посади в гвардії вже заповнюються в основному рекрутами з податних станів.

## За Олександра I
За імператора Олександр I з Лейбгвардії Єгерського батальйону сформовано Лейбгвардії Єгерський полк; в 1806 році з надільних селян найближчих до Петербурга вотчин сформовано Батальйон імператорської міліції, який отримав за відзнаку у війні 1808 року права гвардії; в 1811 році з нього сформовано Лейбгвардії Фінляндський полк. В тому ж році від Преображенського полку відокремлено один батальйон на формування Лейбгвардіїи Литовського полку, перейменованого в 1817 році на Лейбгвардії Московський, в тому ж 1817 році в Варшаві сформовано полки: Лейбгвардії Литовський і Лейбгвардії Волинський.
В 1810 році засновано Гвардійський екіпаж, а в 1812 році — Лейбгвардії Саперний батальйон.
Окремий гвардійський корпус (1812—1864 року) — 3 квітня 1812 року сформовано Гвардійський корпус, в грудні 1829 року перейменовано на Окремий гвардійський корпус. Від 3 лютого 1844 року до 1856 року командиру Окремого гвардійського корпусу підпорядковано також Гренадерський корпус, штаб корпусу реорганізовано на штаб головнокомандувача Гвардійським і Гренадерським корпусами, з 1849 року — штаб головнокомандувача гвардійськими і Гренадерським корпусами. В 1856 році відновлено штаб Окремого гвардійського корпусу. При штабі корпусу існували комісії: Гвардійська казармова комісія (1820—1836 рр.) і Комісія з ремонтування кавалерії (1843—1860 рр.). Корпус був скасований в серпні 1864 року з введенням положення про військово-окружне управління (реформа Мілютіна). Штаб корпусу перетворено на штаб Військ гвардії і Петербурзького військового округу.
В 1813 році полки ЛейбГренадерський і Павловський за відзнаку приєднані до гвардії, при чому офіцерам надано перевагу одного чину над армійськими; полки ці утворили нову, або Молоду гвардію, на відміну від якої колишні полки називались Старою гвардією. Офіцери молодої гвардії в суспільстві стали називатися гвардіонцями.
В 1809 році сформовані Лейбгвардії Драгунський полк і Лейбгвардії Уланський полк, а в 1814 році — Лейбгвардії Кінно-єгерський полк.
У Варшаві сформовані в 1817 році Лейбгвардії Подольський кірасирський полк і Лейбгвардії Уланський полк Його Величності Цесаревича, а в 1824 році (на правах молодої гвардії) — Лейбгвардії Гродненський гусарський. Крім того, сформовані Лейбгвардії Жандармський півескадрон (1815), Лейбгвардії Кінно-піонерський ескадрон (1819) і Лейбгвардії Інвалідна бригада (1824).
За відзнаки під час віні з французами, до складу молодої гвардії зараховано (1813) Лейбгвардії Кірасирський Його Величності полк. В 1805 році створена Лейбгвардії Кінна артилерія, в 1811 році — Лейбгвардії Артилерійська бригада в 1816 році розділена на 1-шу й 2-гу бригади.
У 1817 році в Варшаві сформована гвардійська батарейна рота, яка 1821 року увійшла до складу зведеної гвардійської і гренадерської артилерійської бригади.
Гвардія брала участь у всіх війнах, які велися за царювання імператора Олександра I, крім турецької й перської. Саме в період Наполеонівських воєн російська гвардія повернула собі репутацію військової еліти, сильно зіпсовану епохою палацових переворотів. На відміну від Старої гвардії Наполеона, російська гвардія брала участь практично в усіх великих битвах цієї епохи, демонструючи приклади мужності, самопожертви й стійкості перед лицем сильнішого супротивника (Аустерліц, Фрідланд, Бородіно, Кульм). При цьому, завдяки постійним бойовим діям, російські гвардійці отримали безцінний бойовий досвід, що зробило Гвардійський корпус на момент закінчення війни з Наполеоном одним з найсильніших військових формувань Європи, а, можливо, і світу.

## За Миколи I
Московський загін Гвардійського корпусу (березень-листопад 1826 року) сформований в березні 1826 року для участі в коронації імператора Миколи І. Складався з двох бригад піхоти, створених з батальйонів гвардійських полків, особливого кавалерійського загону, трьох батарейних рот і взводу жандармів. Командир загону великий князь Михайло Павлович, начальник штабу загону генерал-майор А. К. Геруа. Розформований в листопаді 1826 року.
За імператора Миколи I, в 1829 році до складу молодої гвардії було зараховано Фінський навчальний стрілецький батальйон з перейменуванням на Лейбгвардії Фінський стрілецький батальйон. Йому, рівно ж як і полкам лейбгвардії Гренадерському і Павлівському, даровані в 1831 році за відзнаки під час Польського повстання права Старої гвардії. Тоді ж Санкт-Петербурзькому короля Фрідріха Вільгельма III і Кексгольмському імператора Австрійського гренадерським полкам наказано перебувати при Гвардійському корпусі.
В 1827 році сформовані Лейбгвардії Кримсько-татарський ескадрон і Лейбгвардії Кавказько-горський ескадрон.
В 1831 році Лейбгвардії Кірасирський Його Величності полк об'єднано з Лейбгвардії Подольським кірасирським під загальною назвою Лейбгвардії Кірасирський Його Величності і з правами Старої гвардії. Одночасно з цим даровані права: Старої гвардії — полкам Лейбгвардії Кінно-єгерському і Гродненському гусарському, а Молодої гвардії — Отаманському козацькому. Лейбгвардії Драгунський полк перейменовано на Лейбгвардії Кінно-гренадерський, а Лейбгвардії Кінно-єгерський — в Лейбгвардії Драгунський.
В 1830 році сформована Лейбгвардії Донськая кінно-артилерійська рота, a в 1833 році всі артилерійські роти перейменовані в батареї. В тому ж 1833 році гвардія була розділена на два корпуси: Гвардійський піхотний (з піхоти і пішої артилерії) і Гвардійський резервний кавалерійський (з кавалерії й кінної артилерії).
За царювання імператора Миколи I гвардія брала участь в турецькій і польській війнах.

## За Олександра II

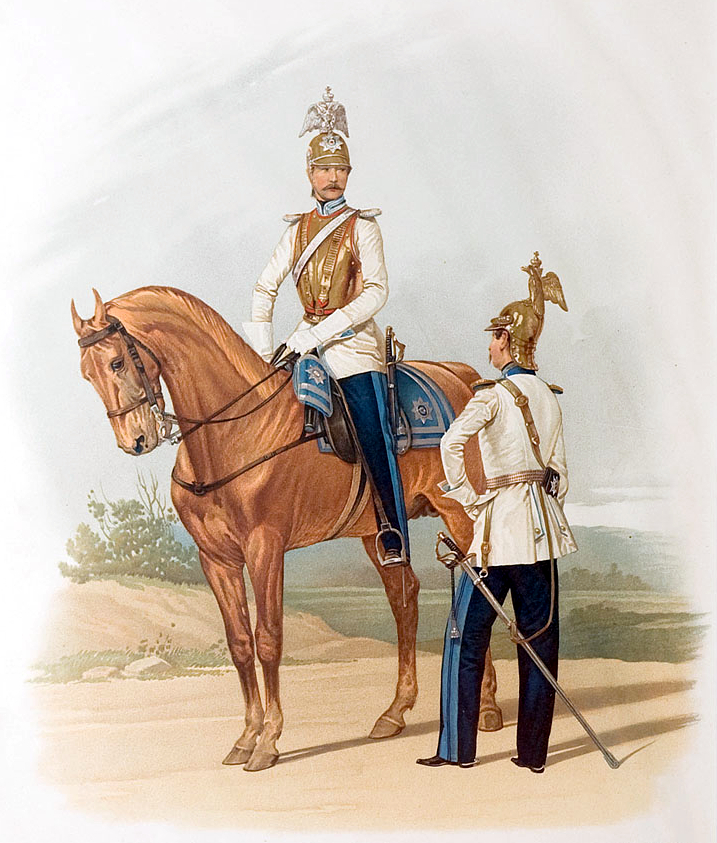
Піратський Карл Карлович Обер-офіцери ЛейбГвардії Кірасирського Його Величності й ЛейбКірасирського Її Величності полків. 1855 рік.

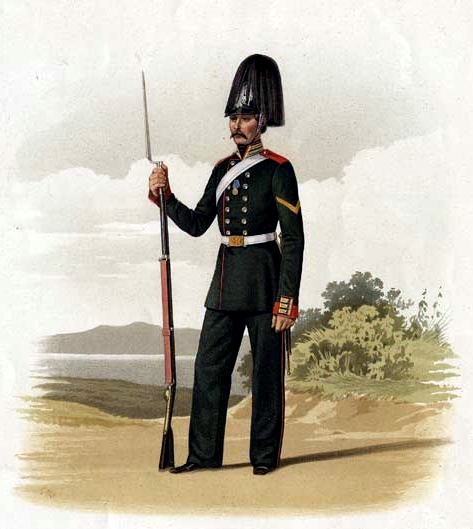
Піратський Карл Карлович Рядовий Л.-Гв. Гарнізонного батальйону. 1860 рік.

За імператора Олександра II в 1856 році в усіх гвардійських піхотних полках сформовані стрілецькі роти, по одній на батальйон, і тоді ж сформовані наново Лейбгвардії 1-й і 2-й стрілецькі батальйони. Перший з них в 1858 році названий Лейбгвардії 1-м стрілецьким Його Величності батальйоном.
В 1856 році до складу гвардії (на правах молодої гвардії) зараховано Лейбгвардії стрілецький Імператорської фамілії батальйон, сформований під час Східної війни 1853—1856 років з надільних селян. Батальйони ці в 1870 році об'єднані разом з лейбгвардії Фінським стрілецьким батальйоном в одну гвардійську стрілецьку бригаду.
Гвардійська інвалідна бригада розформована в 1859 році. З Лейбгвардії Гарнізонного батальйону в 1873 році сформовано кадровий батальйон Лейбгвардії резервного піхотного полку.
В 1856 році Лейбгвардії Кірасирському Її Величності полку даровані права молодої гвардії; для Особистого Його Величності конвою сформовані 3 лейбгвардії козацькі ескадрони (1 — на службі, 2 — на пільзі), а лейбгвардії Кримсько-татарський ескадрон розформовано.
За імператора Олександра II гвардія брала участь в поході для придушення Польського повстання 1863 року і в російсько-турецькій війні 1877—1878 рр. Після закінчення якої 17 квітня 1878 року Лейбгвардії Отаманському Спадкоємця Цесаревича полку даровані права Старої гвардії, а в 1884 році ті ж права отримали Лейбгвардії Кірасирський Її Величності полк і Лейбгвардії 4-й стрілецький Імператорської фамілії батальйон.
Від 1864 до 1874 року гвардія не складала корпусів або корпусу, в 1874 році відновлено Гвардійський корпус.
Гвардійський загін почесного конвою Його Величності (1877—1878 року) сформований 11 травня 1877 року для охорони Головної квартири під час перебування Олександра ІІ в діючій армії в період російсько-турецької війни 1877—1878 років. Після його від'їзду з армії в грудні 1877 року загін перебував при головнокомандувачу діючої армії. До загону входили дві роти піхоти, півескадрон кінноти, піврота саперів й піших артилеристів з гвардійських й підшефних імператору армійських частин. Командували загоном флігель-ад'ютанти П. С. Озеров, К. О. Рунов, П. П. фон Енден. Загін розформовано 29 листопада 1878 року.

## Дислокація гвардії на початку XX століття
- Санкт-Петербург: 1-ша й 2-га піхотні дивізії (полки Лейбгвардії: Преображенський, Семенівський, Ізмайловський, Єгерський, Московський, Гренадерський, Павловський, Фінляндський), два полки важкої кінноти (Кавалергардський, Лейбгвардії Кінний), Гвардійська артилерія (1-ша й 2-га бригади пішої артилерії, Гвардійська кінна артилерія), Гвардійський флотський екіпаж, Лейбгвардії 3-й стрілецький батальйон, Лейбгвардії Саперний батальйон. Також полки: Лейбгвардії Козацький, Отаманський, Зведено-Козацький, Особистий Його Імператорської Величності конвой.
- Царське Село: кавалерійські полки (Лейбгвардії Кірасирський Його Величності, Лейбгвардії Гусарський), 1-й, 2-й і 4-й стрілецький батальйони.
- Гатчина: Лейбгвардії Кірасирський Її Величності.
- Петергоф: кавалерійські полки (Лейбгвардії Кінногвардійський, Уланський, Драгунський).
- Варшава: піхотні полки 3-ї гвардійської піхотної дивізії (Лейбгвардії Литовський, Кегскольмський, Санкт-Петербурзький, Волинський), Лейбгвардії Гродненський гусарський полк, Лейбгвардії Уланський Його Величності полк, Лейбгвардії 3-тя Гвардійська й Гренадерська артилерійська бригада.

## Російська імператорська гвардія на 1917 рік
1-й гвардійський корпус

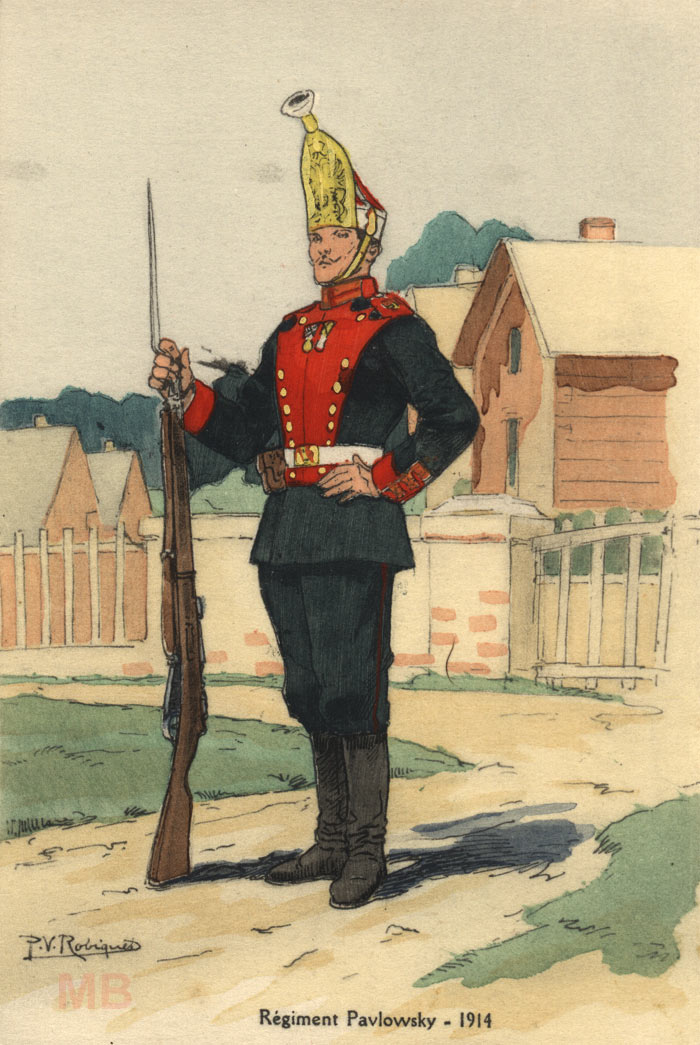
Військовий однострій. Лейбгвардії Павловський полк (1914)

- 1-ша гвардійська піхотна дивізія[ru] (дислокація в 1914 р. — Санкт-Петербург)
  - 1-ша бригада
    - Лейб гвардії Преображенський полк
    - Лейбгвардії Семенівський полк

  - 2-га бригада
    - Лейбгвардії Ізмайловський полк
    - Лейбгвардії Єгерський полк[en]

  - Лейбгвардії 1-ша артилерійська бригада
  - Лейбгвардії 1-й парковий артилерійський дивізіон
- 2-га гвардійська піхотна дивізія[ru] (дислокація в 1914 р. — Санкт-Петербург)
  - 1-ша бригада
    - Лейбгвардії Московський полк
    - Лейбгвардії Гренадерський полк

  - 2-га бригада
    - Лейбгвардії Павловський полк
    - Лейбгвардії Фінляндський полк

  - Лейбгвардії 2-га артилерійська бригада
  - Лейбгвардії 2-й парковий артилерійський дивізіон[ru]
- Лейбгвардії 1-й мортирний артилерійський дивізіон
- Лейбгвардії 1-й мортирний парковий артилерійський дивізіон
- 1-й батальйон Лейбгвардії Сперного полку

2-й гвардійський корпус
- 3-тя гвардійська піхотна дивізія[ru] (дислокація в 1914 р. — Варшава)
  - 1-ша бригада
    - Лейбгвардії Литовський полк
    - Лейбгвардії Кексгольмський полк

  - 2-га бригада
    - Лейбгвардії Петроградський полк
    - Лейбгвардії Волинський полк

  - Лейбгвардії 3-тя артилерійська бригада
  - Лейбгвардії 3-й парковий артилерійський дивізіон
- Гвардійська стрілецька дивізія[ru] (дислокація в 1914 р. — Санкт-Петербург, Царське Село)
  - Лейбгвардії 1-й стрілецький Його Величності полк
  - Лейбгвардії 2-й стрілецький Царськосельський полк
  - Лейбгвардії 3-й стрілецький Його Величності полк
  - Лейбгвардії 3-й стрілецький Імператорської фамілії полк
  - Лейбгвардії  стрілецька артилерійська бригада
  - Лейбгвардії парковий стрілецький артилерійський дивізіон
- Лейбгвардії 1-й мортирний артилерійський дивізіон
- Лейбгвардії 2-й мортирний парковий артилерійський дивізіон
- 2-й батальйон Сперного полку

Гвардійський кавалерійський корпус
- 1-ша гвардійська кавалерійська дивізія[ru]
  - 1-ша бригада
    - Кавалергардський Її Величності Государині Імператриці Марії Федорівни полк
    - Лейбгвардії Кінний полк

  - 2-га бригада
    - Лейбгвардії Кірасирський Його Величності полк
    - Лейбгвардії Кірасирський Її Величності Государині Імператриці Марії Федорівни пол

  - 3-я бригада
    - Лейбгвардії Козацький Його Величності полк
    - Лейбгвардії Отаманський Його Імператорської Високості Спадкоємця Цесаревича полк
    - Лейбгвардії Зведено-Козацький полк

  - 1-й дивізіон Лейбгвардії Кінної артилерії
    - 1-ша Його Величності батарея
    - 4-та Його Імператорської Високості Спадкоємця Цесаревича і Великого князя Олексія Миколайовича батарея
- 2-га гвардійська кавалерійська дивізія[ru]
  - 1-ша бригада
    - Лейбгвардії Кінно-Гренадерський полк
    - Лейбгвардії Уланський Її Величності Государині Імператриці Олександри Федорівни полк

  - 2-га бригада
    - Лейбгвардії Драгунський полк
    - Лейбгвардії Гусарський Його Величності полк

  - 2-й дивізіон Лейбгвардії Кінної артилерії
    - 2-га Його Імператорської Високості генерал-фельдцехмейстра Великого князя Михайла Миколайовича батарея
    - 5-та Його Імператорської Високості Великого князя Михайла Олександровича батарея
- Окрема гвардійська кавалерійська бригада[ru]
  - Лейбгвардії Уланський Його Величності полк
  - Лейбгвардії Гродненський гусарський полк
  - 3-тя Його Імператорської Високості Великого князя Георгія Михайловича батарея Лейбгвардії Кінної артилерії
  - Лейбгвардии 6-та Донська козацька Його Величності батарея[ru] Лейбгвардії Кінної артилерії

Поза складом корпусів:
- Рота палацових гренадер[ru]
- Власний Його Імператорської Величності Зведений піхотний полк[ru]
- Власний Його Імператорської Величності конвой[ru]
- Гвардійський польовий Жандармський ескадрон[ru]
- Гвардійський запасний кавалерійський полк[ru]
- Лейбгвардії Важкий артилерійський дивізіон
- 3-я телеграфна і прожекторна роти Лейбгвардії Сперного полку
- Власний Його Імператорської Величності залізничний полк[ru]
- Гвардійський корпусний авіаційний загін
- 1-й військово-дорожній загін Військ гвардії
- Гвардійський екіпаж

## Особовий склад
До гвардії новобранців-солдат відбирали за зовнішнім виглядом. До Преображенського полку — навищих і русих, до Семенівського — блондинів, до Ізмайловського — брюнетів, до лейбєгерів — легкої статури з будь-яким кольором волосся. Лейбгвардії Московський полк — руді, Гренадерський — брюнети, Павловський — руді й курносі, Фінляндський — як єгері.
Кавалергардський полк — найвищі блондини, гніді коні, лейбгвардії Кінний — брюнети й вороні коні, Кірасирський Його Величності — руді на рудих конях, Кірасирський Її Величності — блондини на каракових (темно-гнідих) конях.
О. О. Ігнатьєв, який брав участь в «розбивці» новобранців в Михайлівському манежі так описав її в своїх мемуарах:

Біля входу в манеж шикувався добрий десяток новобранців «1-го сорту», тобто хлопців зростом в одинадцять вершків і вище. Як бажані ласощі, їх розглядали командири і ад'ютанти гвардійських полків. Однак найвищі й наймогутніші діставалися гвардійському екіпажу, щоб з гідністю представляти флот на веслових катерах царських яхт. Рослі новобранці виглядом погрубіше потрапляли в преображенці, блакитноокі блондини — в семенівці, брюнети з борідками — в ізмайловці, руді — до московців. Всі вони йшли на поповнення перших, так званих царевих рот.— Пятьдесят лет в строю. Архівовано з джерела 4 червня 2017

## Російська гвардія в білому русі
В 1918 році разом з розформуванням Російської імператорської армії були розпущені й гвардійські частини. Але майже всі вони були відновлені під час громадянської війни й брали участь в боротьбі з більшовиками у складі Білих армій. По закінченню громадянської війни в еміграції були створені Гвардійські об'єднання й об'єднання полків Російської імператорської гвардії, які увійшли до складу Російського загально-військового союзу.